# Fives-Lille
Die Compagnie de Fives-Lille, abgekürzt CFL, mit vollem Namen Compagnie de Fives-Lille pour constructions mécaniques et entreprises war ein Maschinen- und Stahlbauunternehmen, das Hersteller von Brücken, Gleisbaumaterial und Lokomotiven in Frankreich war. Der Firmensitz befand sich in Paris, die Hauptwerke waren in Fives, einem Stadtteil von Lille im Département Nord und in Givors im Rhonetal südlich von Lyon.

## Geschichte

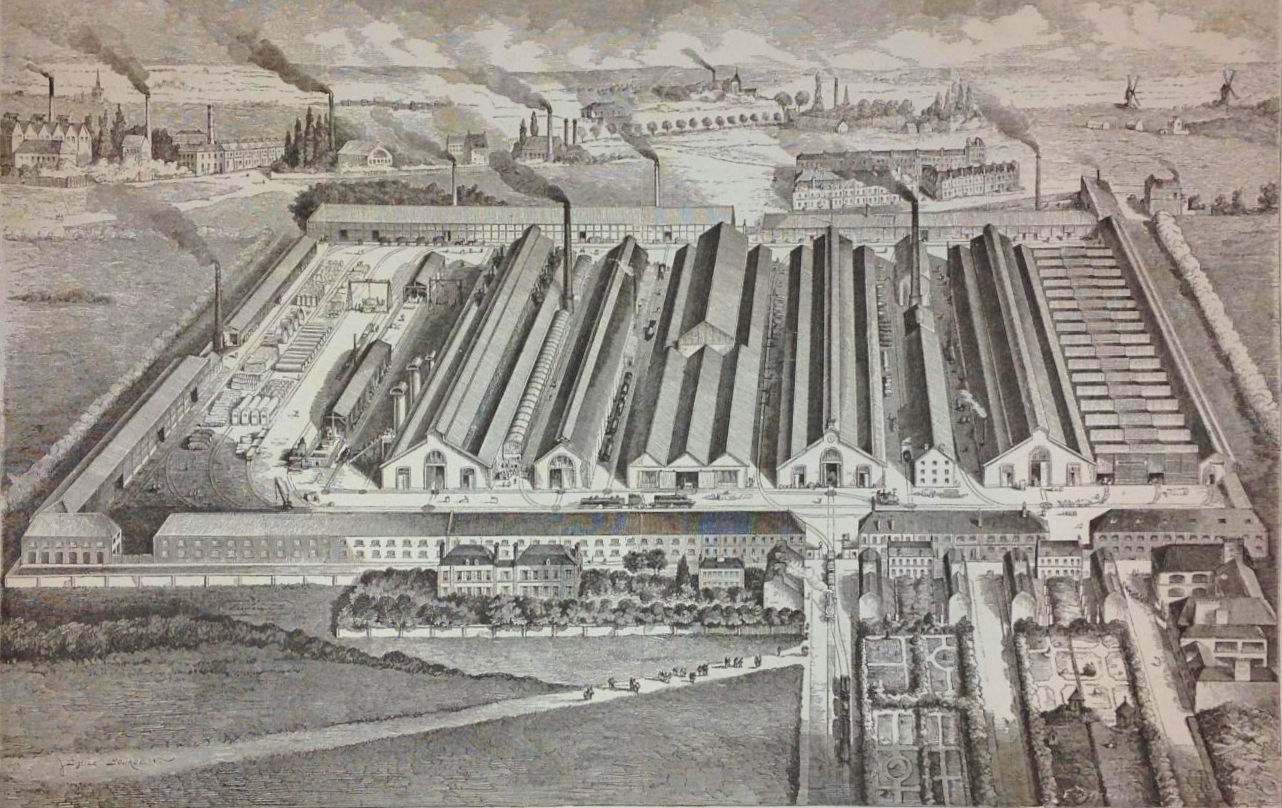
Ansicht des Werks um 1890

Im Jahre 1861 siedelte sich das belgische Unternehmen Parent & Schaken in Lille an, das sich bereits beim Bau der ersten Eisenbahn in Belgien einen Namen gemacht hatte. Es gehörte dem Bauunternehmer Pierre Schaken und dem Eisenbahningenieur Basile Parent. Die Werkstätten wurden Ateliers de construction mécanique de Fives (‚Mechanische Werkstätte Fives‘) genannt. Im September 1861 nannte sich das Unternehmen Parent, Schaken, Caillet et Cie. und ab November 1861 Participation JF Cail, Parent, Schaken, Houel et Caillet, Paris et Fives-Lille. 1865 nannte sich das Unternehmen Compagnie de Fives-Lille, ab 1868 Compagnie de Fives-Lille pour constructions mécaniques et entreprises.
Ab 1868 wurden die Produktionskapazitäten erhöht und Metallbrücken, Kriegsgeschosse wie Granaten sowie Flugzeugmotoren produziert. Ab 1870 wurden Maschinen für Zuckerfabriken gebaut. Durch die Rüstungsindustrie waren 1914 ungefähr 1000 Arbeiter in Lille beschäftigt. 1918 waren in der Fabrik in Givors 8000 Leute angestellt.
Die Firmen Cail und Fives-Lille schlossen sich 1958 zur Firma Fives Lille-Cail zusammen. Die Firma Cail produzierte schnelle Dampflokomotiven. 1973 schlossen sich Fives Lille-Cail und Babcok-Atlantique zur Fives-Cail Babcock zusammen. Später, im Jahr 1980 nahm sie wieder ihren ursprünglichen Namen Compagnie de Fives-Lille ein, gleichzeitig wurden die Firmen Nordon und Pillard aufgekauft. 1983 wurde abermals der Name auf Groupe Fives-Lille geändert und die Firma Stein Heurtey aufgekauft. Die Werkstatt in Givors wurde 1990 verkauft, nachdem sich das Unternehmen umstrukturiert hatte. Das Unternehmen Cinetic wurde 1997 übernommen, dieses baute Fertigungstrassen für die Automobilindustrie. 2001 verkaufte BNP Paribas die Compagnie de Fives-Lille. Nach dem Verkauf des Unternehmens durch die Bank, deren einer Vorläufer Paribas ein langjähriger Anteilseigner war, wurde Fives-Lille abermals umstrukturiert und bis 2007 in Fives umfirmiert.
2008 wurde die Aluminiumproduktion vom Mutterunternehmen unter dem Namen Fives abgespalten.

## Lokomotiven von Fives-Lille

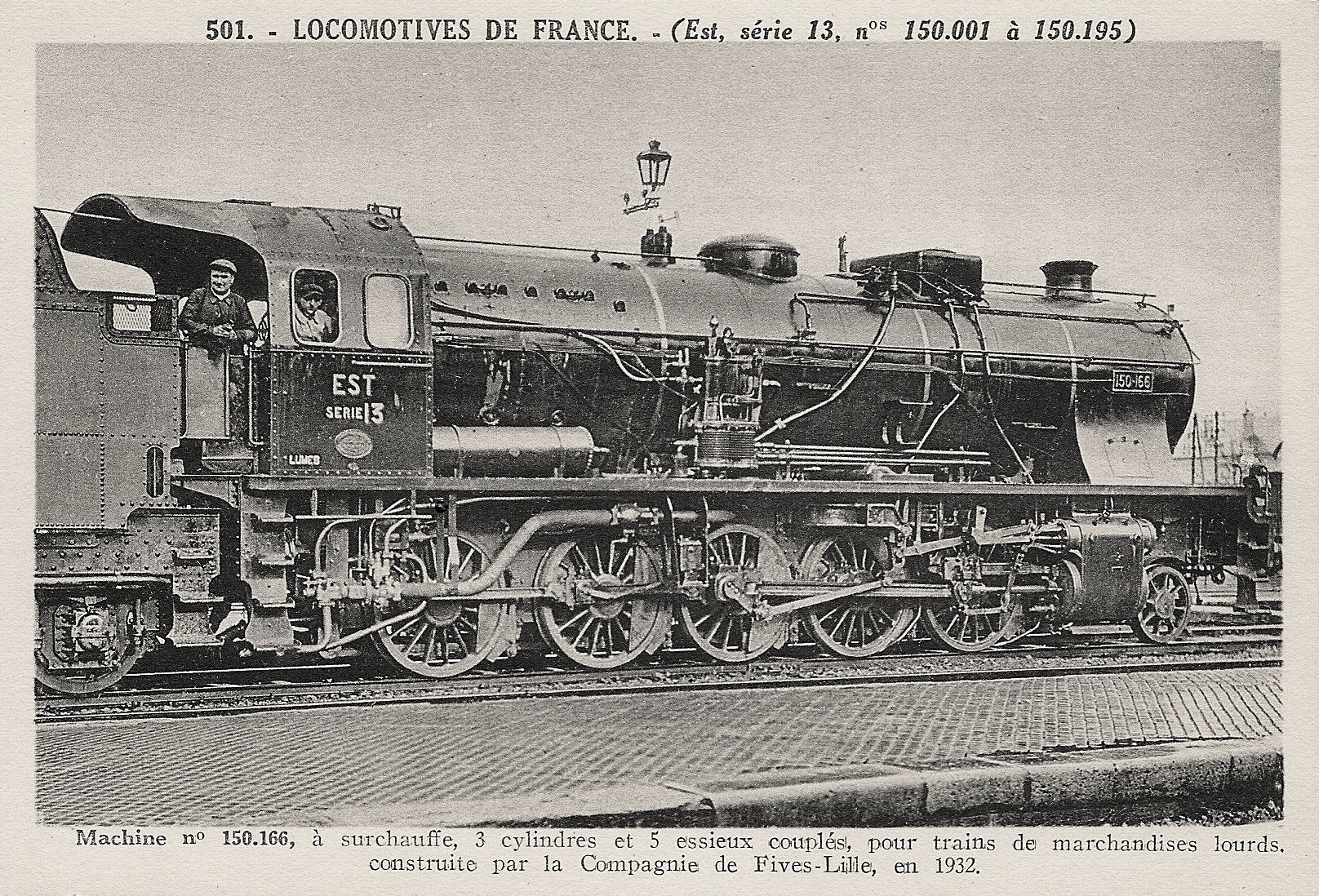
Est 150 Nr. 001 - 195 von Fives Lille
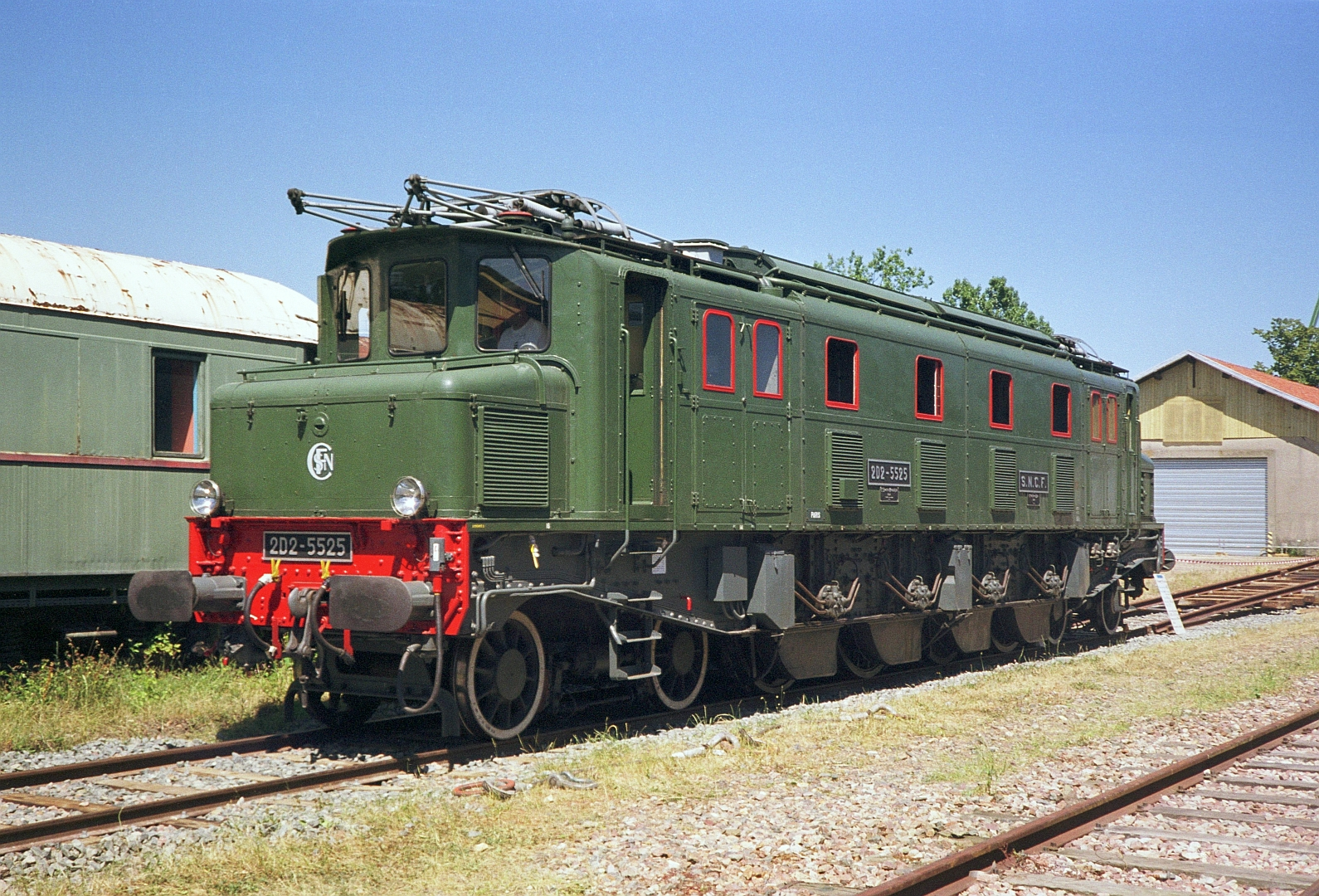
Elektrolok 2D2 5000 von 1930, mechanischer Teil von Fives Lille
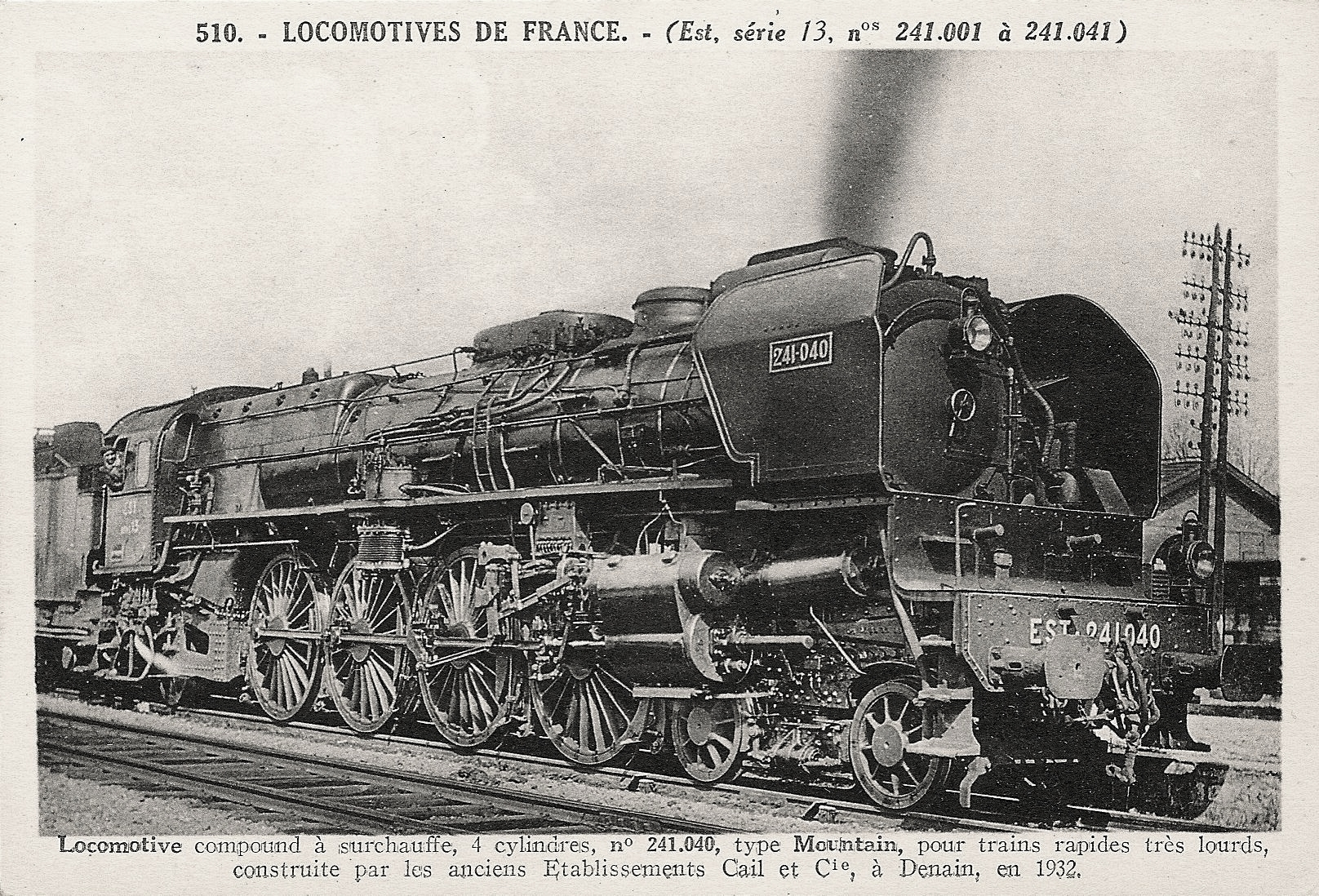
Est 241-040, 1932
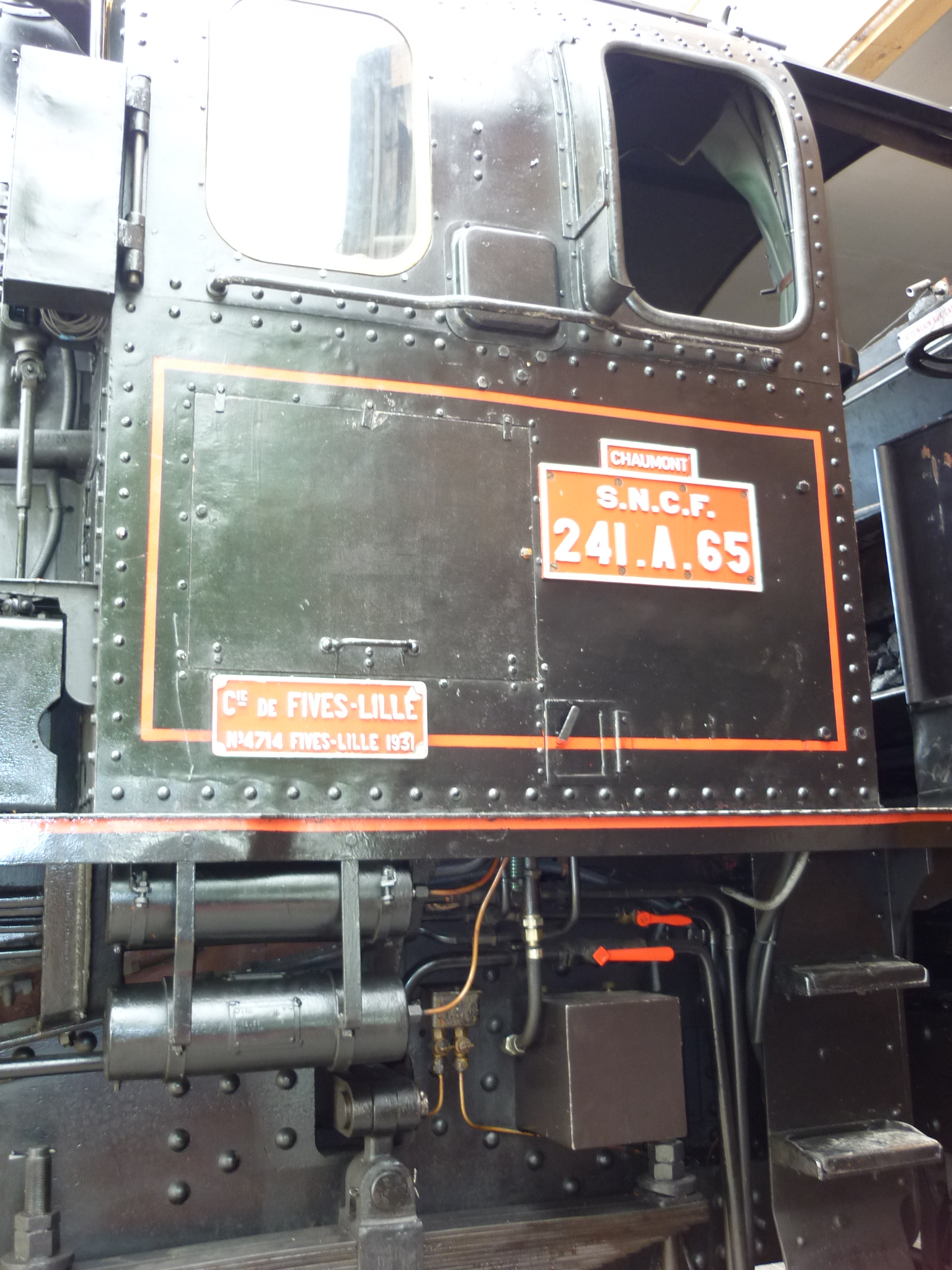
Führerstand der Est 241
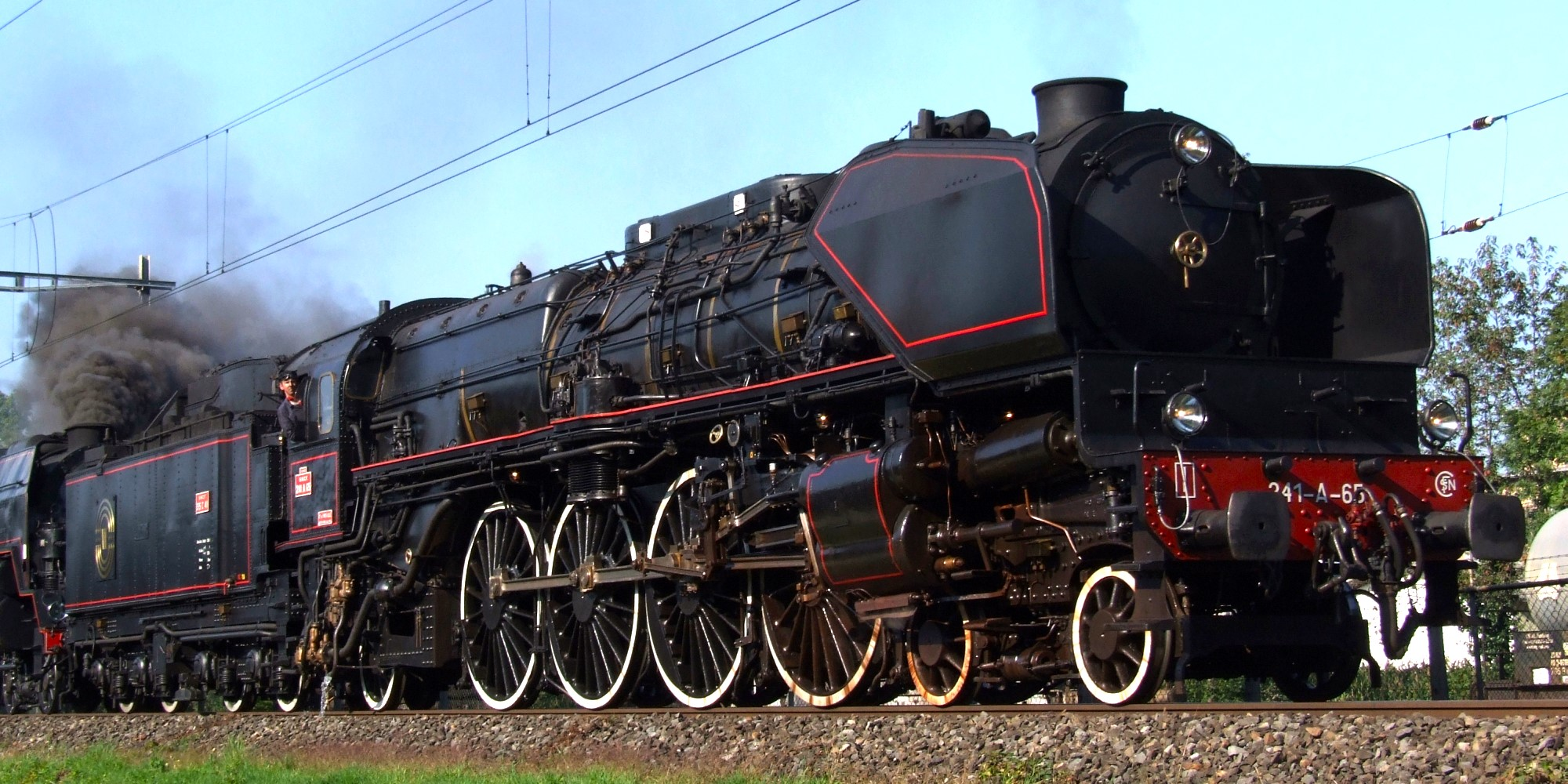
SNCF 241 A 65
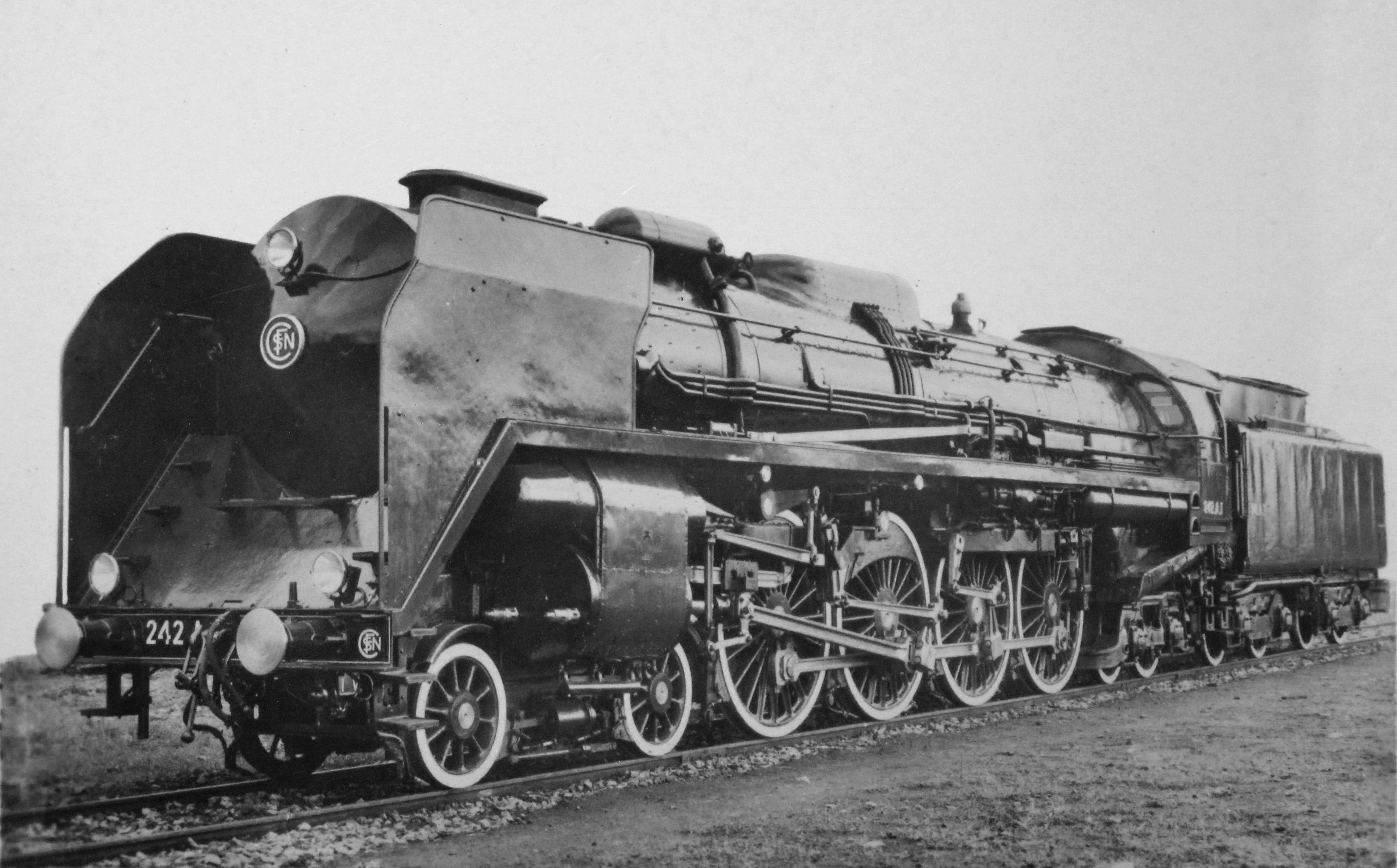
Dampflok SNCF 242 A 1, umgebaute 241 101 von Fives Lille

## Andere Bauten

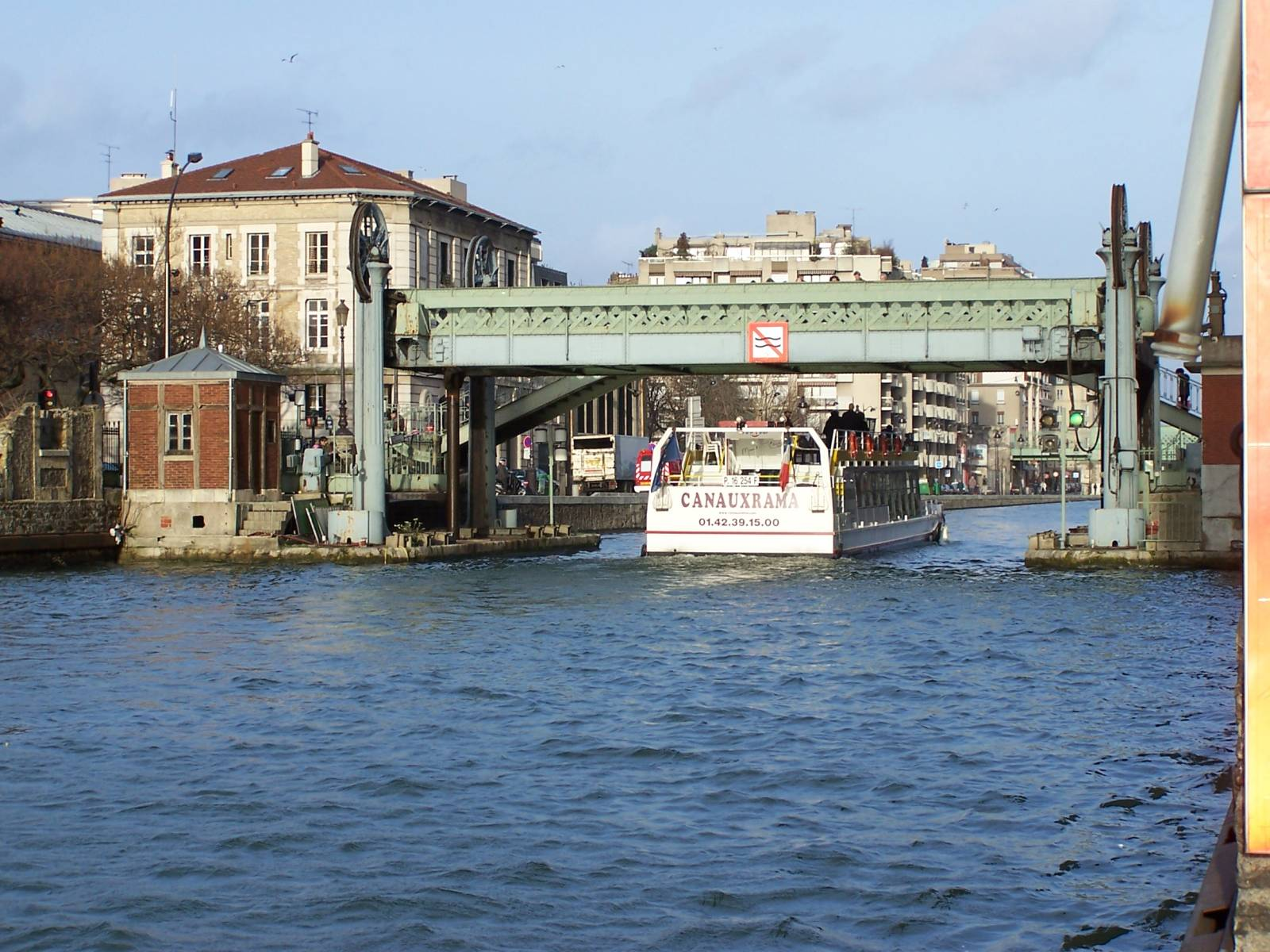
Pont levant de la rue de Crimée in Paris

Die Firma hat u. a. folgende Brückenbauwerke hergestellt:
- Brücke über den Limfjord, 1873
- Ponte Velha (Portimão) in Portugal, 1876
- Eisenbahnbrücke Cahors, 1883
- Pont levant de la rue de Crimée, im 19. Arrondissement von Paris, 1885
- Pont Boieldieu in Rouen, 1888
- Podul Regele Carol I (heute Anghel-Saligny-Brücke) in Rumänien, erbaut 1890 bis 1895
- Pont Alexandre III, im Jahr 1900 fertiggestellt.

Es wurde auch an folgenden Projekten mitgearbeitet:
- Fahrstühle des Eiffelturms zur Weltausstellung von 1889
- Mitarbeit bei der Maschinenhalle Paris
- Mitarbeit beim Pont de Tancarville